# یواس‌اس الیوت (ای‌کی-۱۰۹)
یواس‌اس الیوت (ای‌کی-۱۰۹) (به انگلیسی: USS Allioth (AK-109)) یک کشتی بود که طول آن ۴۴۱ فوت ۶ اینچ (۱۳۴٫۵۷ متر) بود. این کشتی در سال ۱۹۴۳ ساخته شد.